# 粵典
《粵典》，是香港粵語（在香港一般稱作「廣東話」）的網上中文粵語詞典，收錄粵語字詞、讀音、字義、用法、寫法等等，以粵語解釋詞條，同時提供英語翻譯及粵語例句。截至2016年8月27日為止，已經收錄了4萬個詞彙。

## 創立原因
粵語系統有著自己的特色和歷史，粵典的創立，有助推廣粵語字詞及令語言能夠傳承保全下去。

普通話一直滲入香港人的日常生活（例如TVB一部電視劇加入普通話對白、港鐵廣播加上普通話、普教中政策），劉擇明認為這是壓迫廣東話的空間，所以於2014年創立《粵典》。

## 外部連結
- 粵典 （页面存档备份，存于）